# Eisothistos besar
Eisothistos besar là một loài chân đều trong họ Expanathuridae. Loài này được Müller miêu tả khoa học năm 1992.